# World Trade Center (pel·lícula)
World Trade Center és un drama basat en els atacs terroristes de l'11 de setembre de 2001 a les torres bessones del World Trade Center a la ciutat de Nova York. És distribuïda per Paramount Pictures i fou estrenada el 9 d'agost als Estats Units. Està dirigida pel guardonat amb tres Oscar Oliver Stone i protagonitzada pels actors Nicolas Cage, Michael Peña, Maggie Gyllenhaal, Maria Bello, Stephen Dorff, Jay Hernandez, Michael Shannon i Frank Whaley. Es tracta de la segona pel·lícula sobre l'11-S, després de United 93. S'ha doblat al valencià per a À Punt, que va emetre-la per primer cop l'11 de setembre de 2022.

## Argument
11 de setembre de 2001. Com cada matí, John McLoughlin, sergent al Departament de Policia Portuària de la ciutat de Nova York, abandona la seva llar per anar a treballar. A la comissaria es troba amb els seus amics i companys: Will Jimeno, Dominick Pezzulo, Antonio Rodrigues, Christopher Amoroso i molts altres. El sergent assigna les tasques habituals als agents, quan de sobte el Vol 11 d'American Airlines s'estavella contra la torre nord del World Trade Center. McLoughlin, després de veure les primeres notícies del sinistre a l'estació de televisió, assigna els agents a veure les evacuacions al World Trade Center. Mentre es dirigeixen a les Torres Bessones, els agents coneixen la notícia que un altre avió acaba d'estavellar-se a la torre sud.
Arribats al lloc del desastre, el sergent i uns quants homes (entre els quals hi havia Will Jimeno, Dominick Pezzulo, Antonio Rodrigues i Christopher Amoroso) presenciaven impotentment la caiguda de persones de les torres i decideixen entrar a la torre sud afectada pel Vol 175 de United Airlines, per proporcionar assistència a civils encara empresonats. El grup de socorristes entra a la torre. Amoroso informa els seus camarades de l'atac al Pentàgon, però aquests últims no accepten la veritat de les notícies. Pocs minuts després, l'edifici comença a tremolar: en poc temps la torre s'esfondra, enterrant el grapat de socorristes.
A l'ombra de les runes, només tres policies es van salvar: el sergent McLoughlin, Jimeno i Pezzulo. Aquest últim aconsegueix alliberar-se i intenta portar ajuda a Jimeno, atrapat sota un gruix d'acer. Tot just aleshores, la terra es tremola per segona vegada: la torre nord s'està col·lapsant. Els tres són afectats per una nova descàrrega de runes. Un enorme fragment de ciment impacta contra Pezzulo, aixafant-li el pit a terra: després d'haver extret la pistola de la funda, dispara un tret a l'aire amb les darreres forces amb l'objectiu de senyalitzar la seva posició als eventuals socorristes, morint immediatament després.
Quan l'ajuda arriba tard, McLoughlin i Jimeno van morint lentament: Jimeno intenta mantenir despertat a McLoughlin i els dos, assedegats, ferits, aixafats per gruixuts blocs de ferro i formigó, saben que no poden viure més temps. Quan sembla que no es pot fer res, un sergent del [Corps marítims dels Estats Units], Dave Karnes, ajudat pel sargent Jason Thomas, pot localitzar els dos agents. Després d'haver informat els paramèdics, s'inicien les operacions de recuperació. Els socorristes, amb l'ajuda del paramèdic Chuck Sereika, aconsegueixen rescatar Jimeno i, hores després, McLoughlin, que viu per un miracle i és aclamat per una multitud a Ground Zero. Ambdós homes s'uneixen a les seves famílies a l'hospital.

## Repartiment
| Actor              | Personatge                      |
| ------------------ | ------------------------------- |
| Nicolas Cage       | John McLoughlin                 |
| Michael Peña       | Will Jimeno                     |
| Jay Hernandez      | Dominick Pezzulo                |
| Maria Bello        | Donna McLoughlin                |
| Maggie Gyllenhaal  | Allison Jimeno                  |
| Donna Murphy       | Judy Jonas                      |
| Patti D'Arbanville | Lynne                           |
| Brad William Henke | Jerry                           |
| Lucia Brawley      | Karen                           |
| Wass M. Stevens    | Pat McLoughlin                  |
| William Mapother   | Private First Class Dave Thomas |
| Michael Shannon    | Dave Karnes                     |
| Jay Acovone        |                                 |

## Curiositats
- Oliver Stone va escollir el repartiment del film amb el sergent John McLoughlin (II). entre les opcions que es discutien estaven Nicolas Cage, Mel Gibson, George Clooney, i Harrison Ford. Oliver Stone va suggerir reunir també a Kevin Costner, Tommy Lee Jones, i Dennis Quaid.
- La pel·lícula es va rodar a les següents localitzacions estatunidenques:
  - Glen Rock (Nova Jersey)
  - Ramsey (Nova Jersey)
  - Jersey City (Nova Jersey)
  - Los Angeles (Califòrnia)
  - Marina del Rey (Califòrnia) (World Trade Center virtual)
  - Nova York (Nova York)
  - terminal d'autobusos Port Authority, Manhattan (Nova York)